# Pettstadt
Pettstadt è un comune tedesco di 1 931 abitanti, situato nel land della Baviera.

## Galleria d'immagini

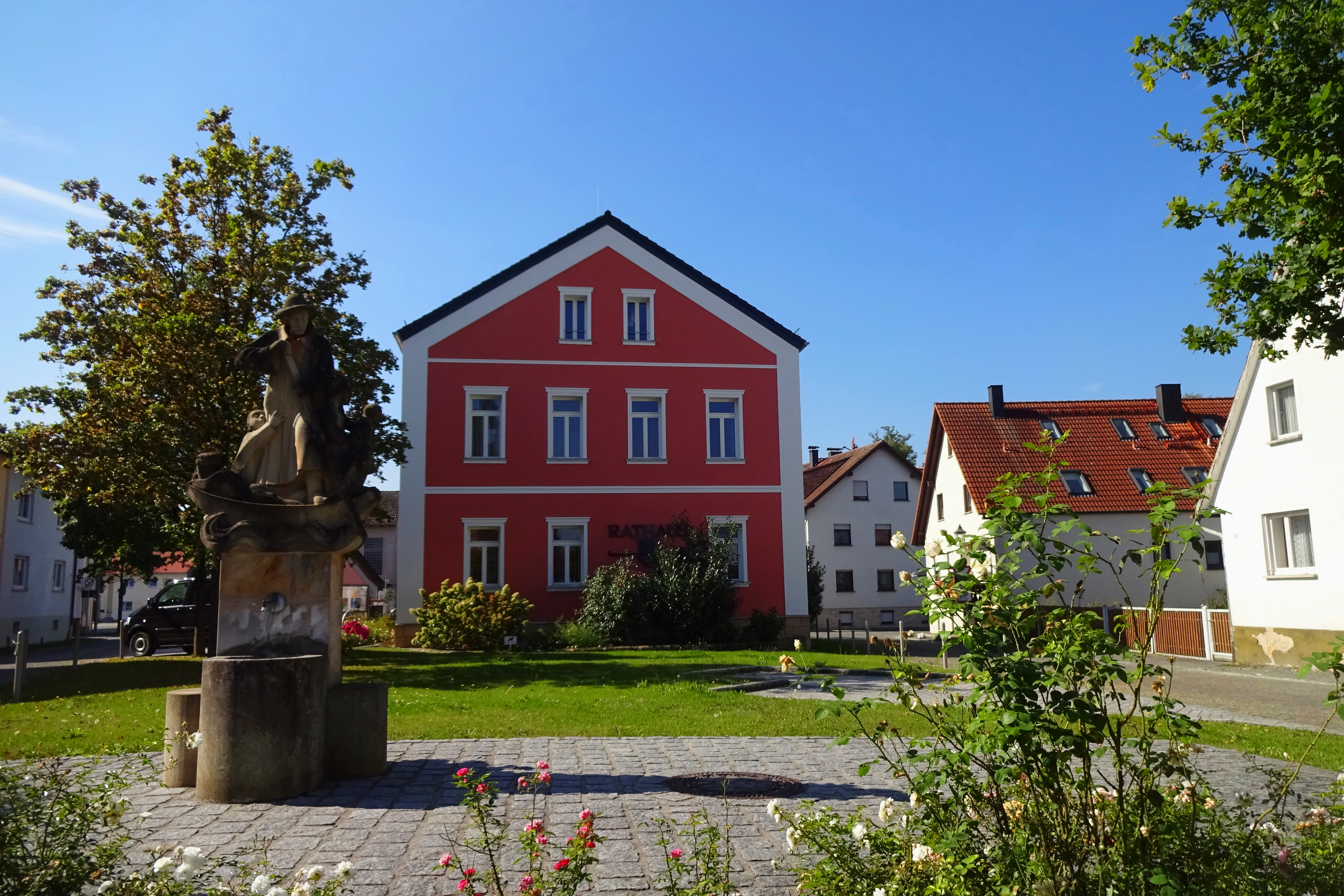
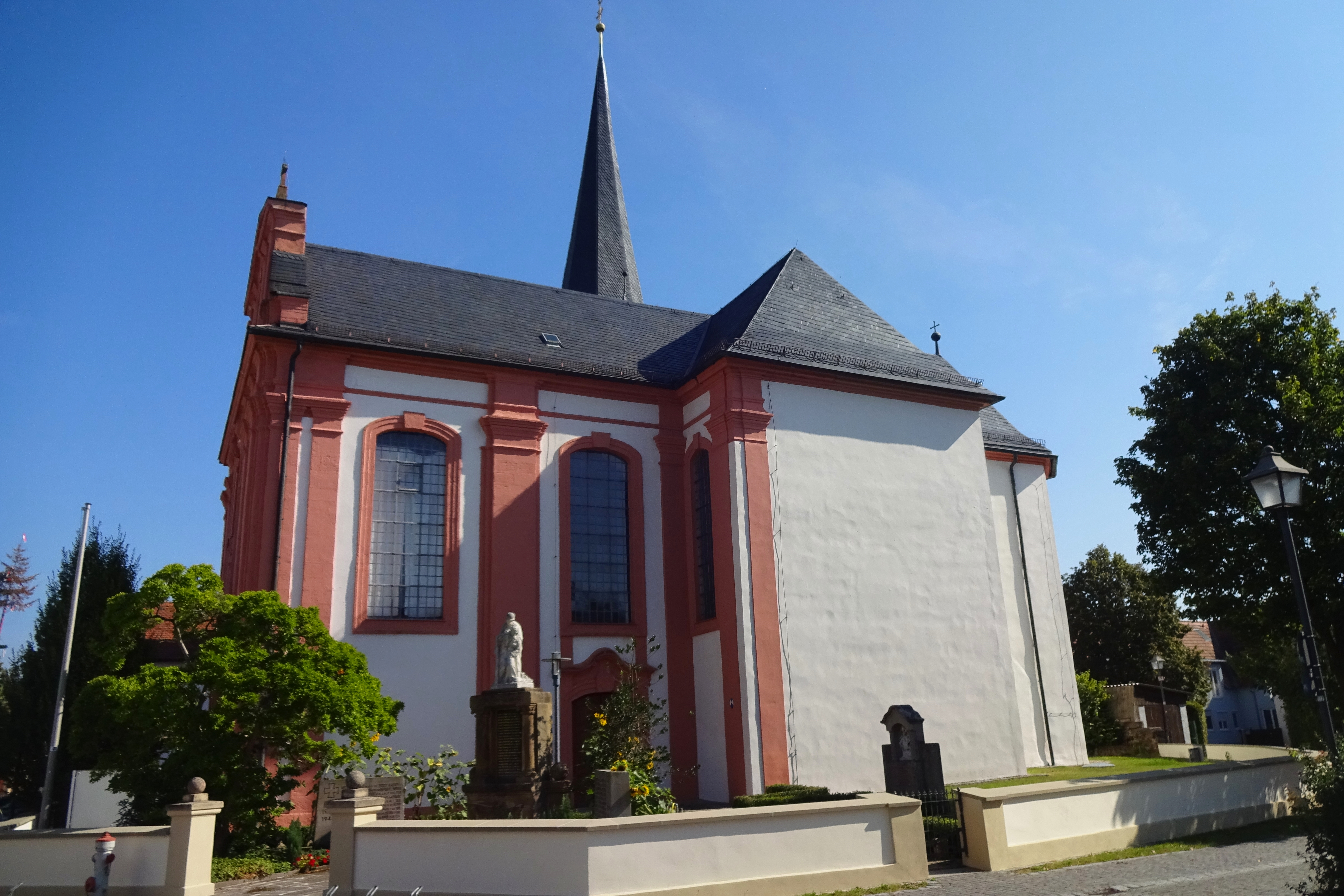
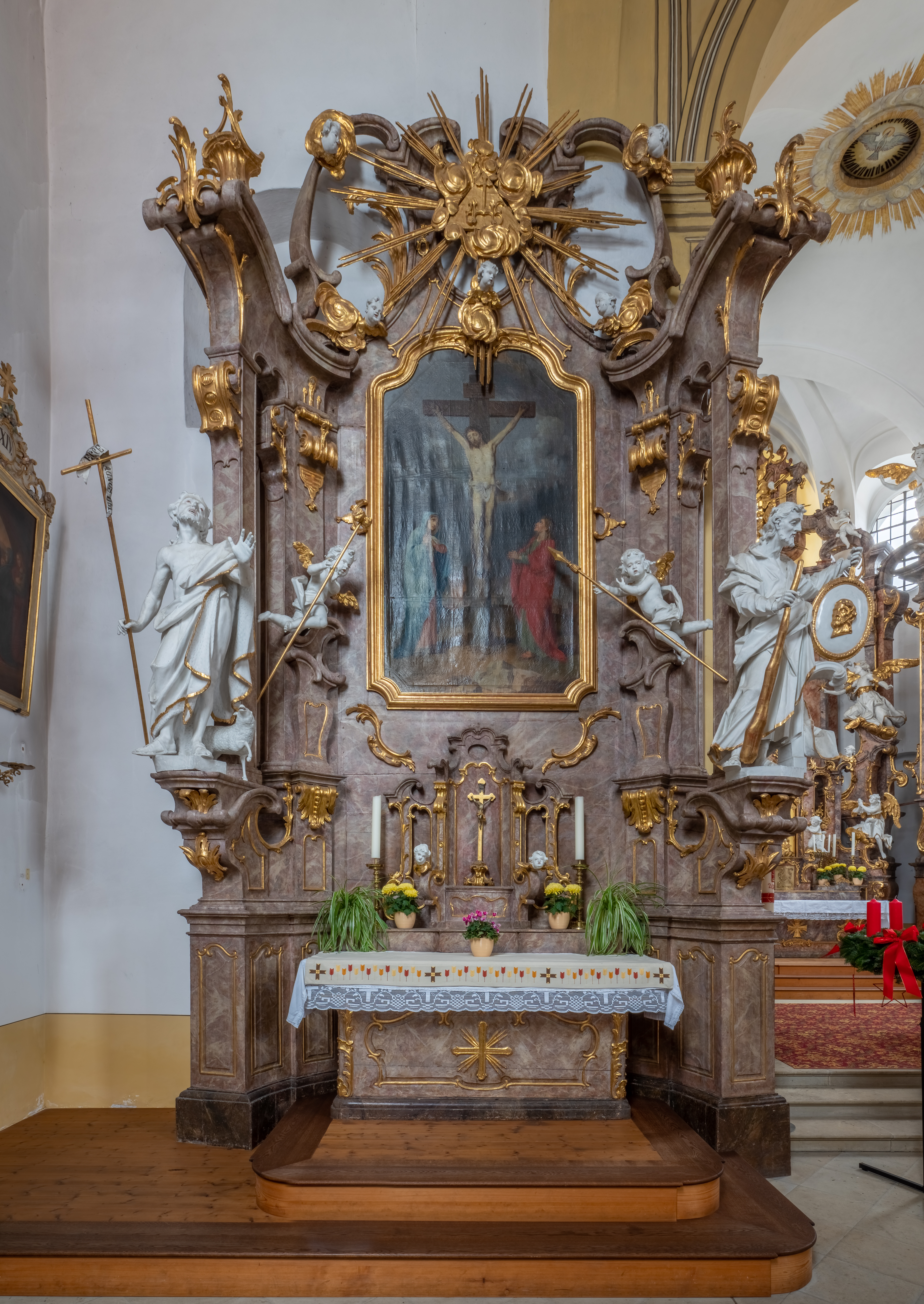
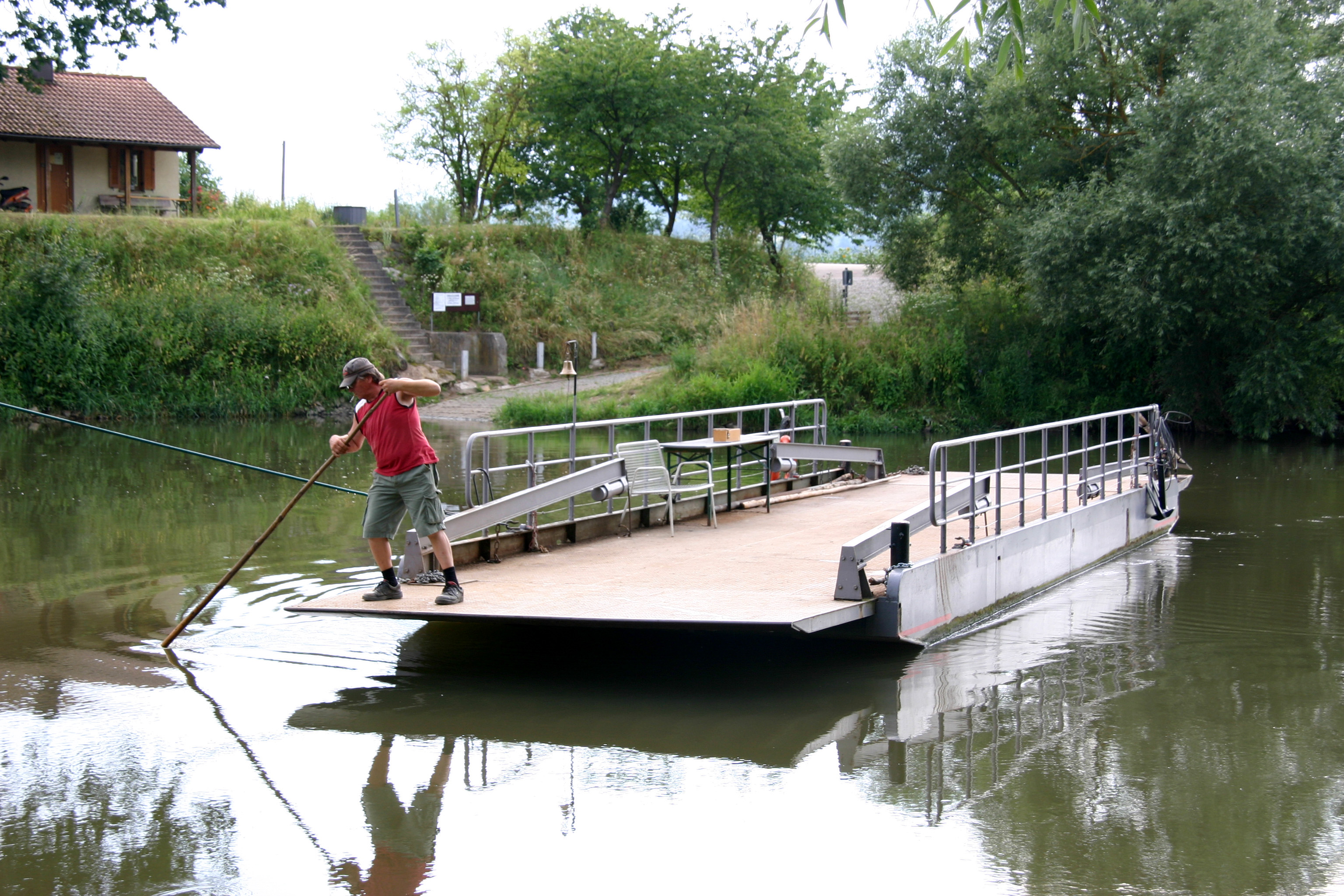
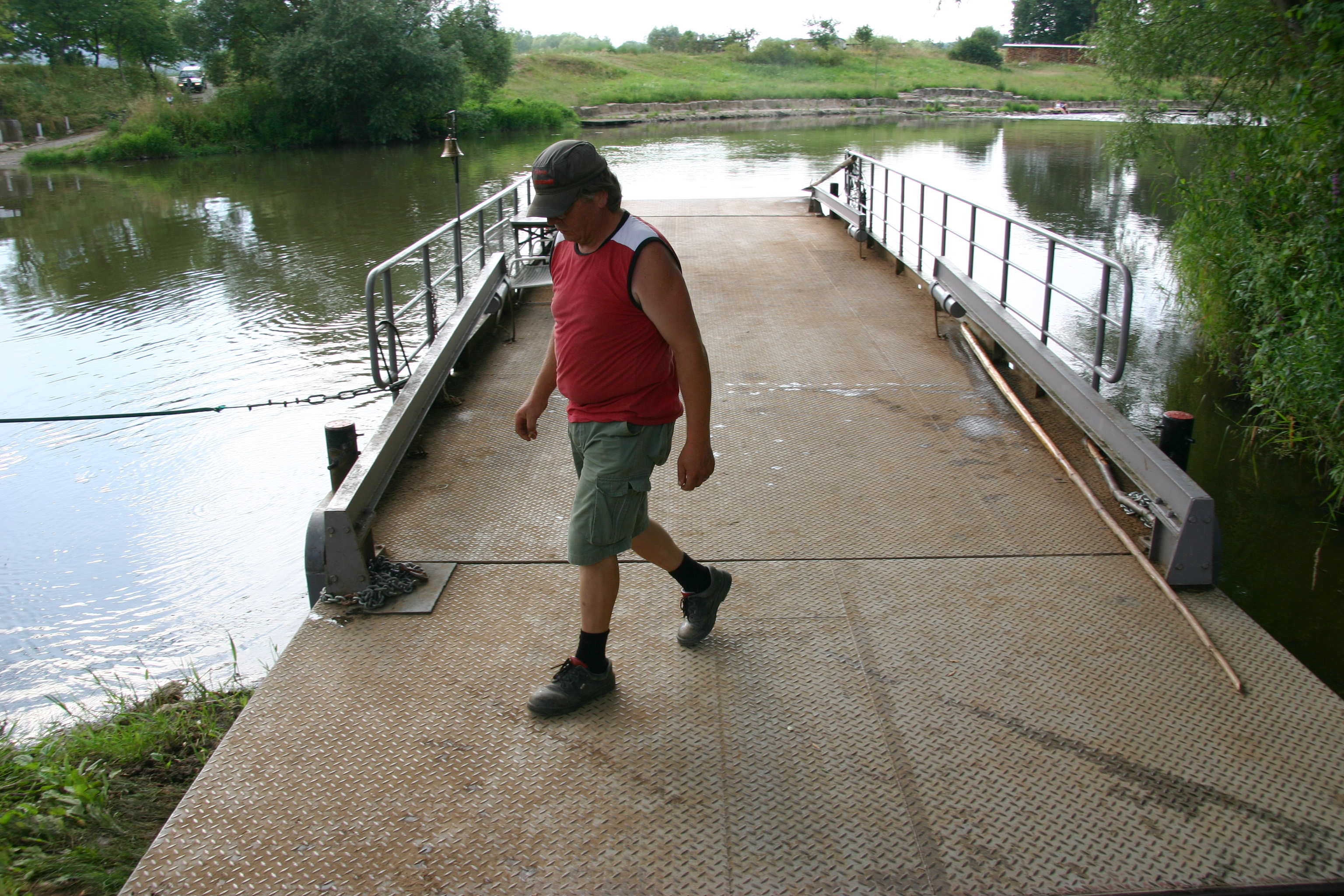
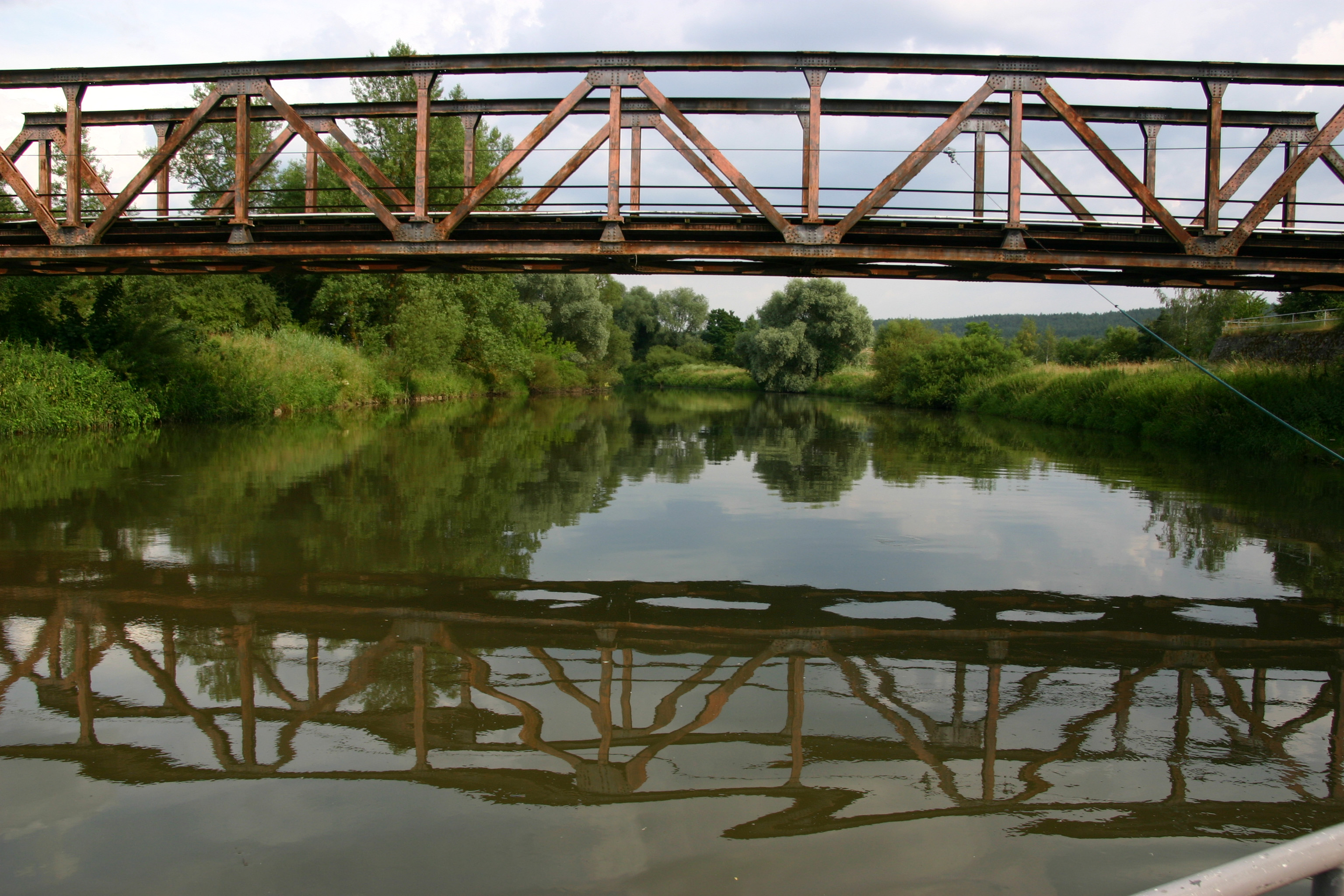